# Чирвоный Бор (Гомельская область)
Чирвоный Бор (бел. Чырвоны Бор) — посёлок в Оторском сельсовете Чечерского района Гомельской области Беларуси.

## География

### Расположение
В 3 км на северо-запад от Чечерска, 40 км от железнодорожной станции Буда-Кошелёвская (на линии Гомель — Жлобин), 68 км от Гомеля.

### Гидрография
На западе мелиоративный канал, соединённый с рекой Чечора (приток реки Сож), на севере мелиоративный канал, соединённый с рекой Сож.

## Транспортная сеть
Транспортные связи по просёлочной, затем по автодорогам, которые отходят от Чечерска. Планировка состоит из прямолинейной улицы, ориентированной с юго-востока на северо-запад, к которой на севере присоединяется зигзагоподобная улица. Застройка двусторонняя, деревянная.

## История
Основан в начале 1920-х годов на бывших помещичьих землях переселенцами из соседних деревень. В 1930 году организован колхоз «Чирвоный Бор», работала кузница. 29 жителей погибли на фронтах Великой Отечественной войны. В 1962 году присоединён посёлок Первомайск. В составе колхоза «50 лет БССР» (центр — деревня Отор). Располагался фельдшерско-акушерский пункт.

## Население

### Численность
- 2004 год — 35 хозяйств, 77 жителей.

### Динамика
- 1926 год — 20 дворов, 102 жителя.
- 1959 год — 140 жителей (согласно переписи).
- 2004 год — 35 хозяйств, 77 жителей.